# Okręg wyborczy Boston and Skegness
Okręg wyborczy Boston and Skegness powstał w 1997 roku i wysyła do brytyjskiej Izby Gmin jednego deputowanego. Okręg obejmuje wschodnią część hrabstwa Lincolnshire.

## Deputowani do brytyjskiej Izby Gmin z okręgu Boston and Skegness
- 1997–2001: Richard Body, Partia Konserwatywna[2]
- 2001–2015: Mark Simmonds, Partia Konserwatywna
- 2015–2024: Matt Warman, Partia Konserwatywna[3]
- 2024–    : Richard Tice, Reform UK[4]